# Dowlatshāh
Dowlatshāh (persiska: دُولَتكَند, دولتشاه) är en ort i Iran.   Den ligger i provinsen Kurdistan, i den nordvästra delen av landet, 300 km väster om huvudstaden Teheran. Dowlatshāh ligger 1 612 meter över havet och antalet invånare är 119.
Terrängen runt Dowlatshāh är huvudsakligen platt, men norrut är den kuperad.Runt Dowlatshāh är det ganska glesbefolkat, med 23 invånare per kvadratkilometer. Närmaste större samhälle är Bījār, 19,3 km sydväst om Dowlatshāh. Trakten runt Dowlatshāh består i huvudsak av gräsmarker.